# Brandysowa

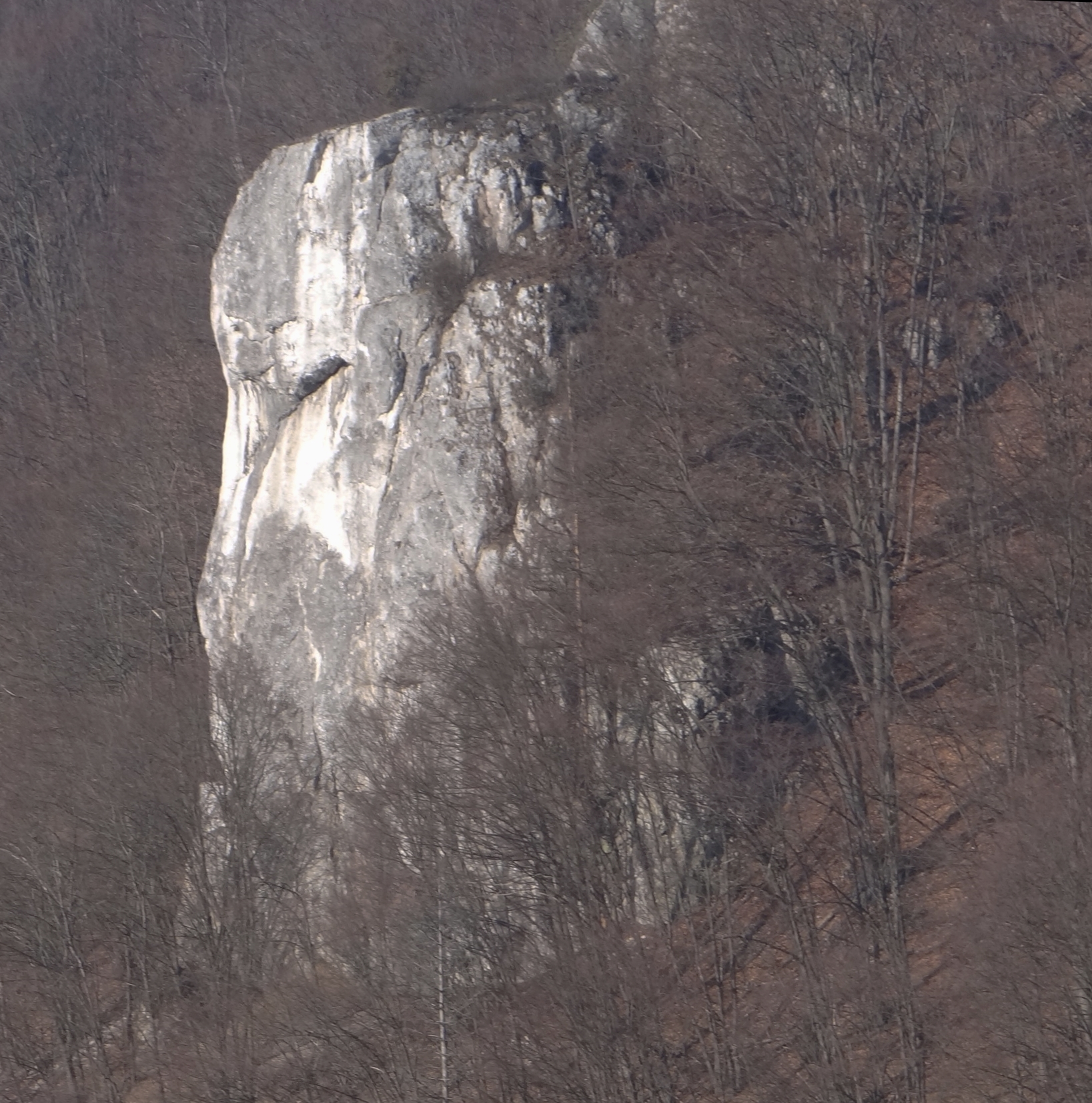

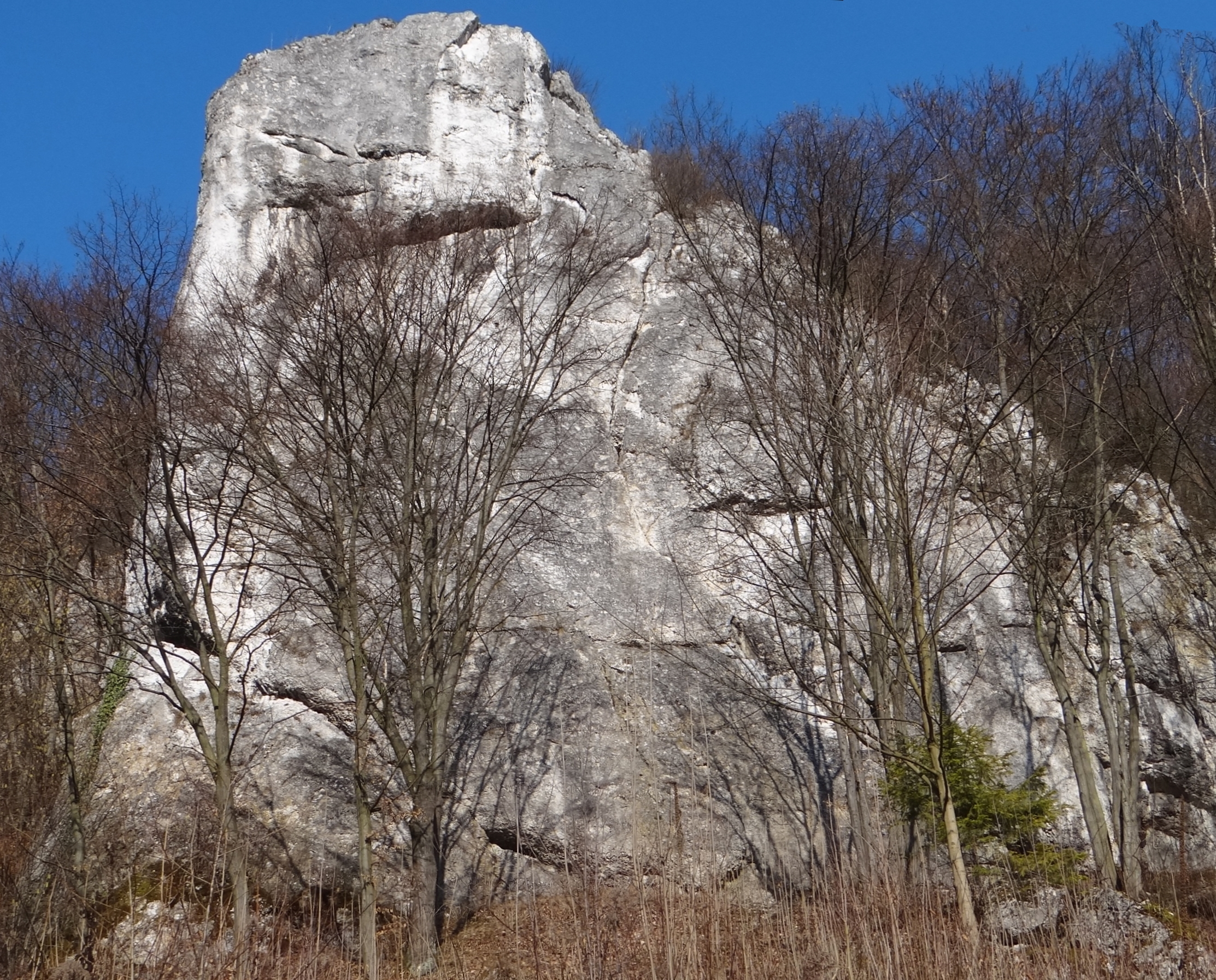

Brandysowa – skała w Dolinie Będkowskiej na Wyżynie Krakowsko-Częstochowskiej. Znajduje się u wylotu bocznego, orograficznie prawego odgałęzienia tej doliny o nazwie wąwóz Przecówki. Administracyjnie znajduje się w granicach wsi Będkowice w województwie małopolskim, w powiecie krakowskim, w gminie Wielka Wieś.
Brandysowa znajduje się w lewych zboczach wąwozu Przecówki. Jest to zbudowana z wapieni skała o wysokości 30 m. Dawniej znajdowała się w terenie odkrytym, ale dolina i stok Przecówek zarosły już lasem i obecnie ponad koronami drzew widoczny jest tylko jej szczyt. Jest udostępniona do wspinaczki. Wspinacze skalni poprowadzili na południowej ścianie Brandysowej 11 dróg wspinaczkowych o trudności VI+ – VI.5 w skali Kurtyki. Są to więc drogi trudne, przy tym długie (większość ma długość 30 m, niektóre 20 m). Wszystkie mają zamontowane stałe punkty asekuracyjne: ringi (r) i stanowiska zjazdowe (st).

## Drogi wspinaczkowe
Brandysowa I
1. Filar Brandysowej; VI.2+, 10r + st, 30 m
2. Wszystkie porachunki świata; VI.4, 9r + st, 30 m
3. Brandysowa rysa; VI.3, 11r + st, 30 m
4. Rejterada; VI.2, 13r + st, 30 m
5. Aria dla atlety; VI.5, 12r + st, 30 m
6. Masala; VI.3+/4, 12r + st, 30 m

Brandysowa II
1. Direttissima Brandysowej; VI.1+, 10r + st, 30 m
2. Z różańcem w dłoni; VI.4, 11r + st, 30 m
3. Półksiężyc; VI+, 8r + st, 20 m
4. Kontroler klimatów moralnych; VI.2+, 6r + st, 30 m
5. Rysa Kozickiego; VI.1+, 6r + st, 20 m[5].